# 2014 en musique
| \| • Retour à la chronologie générale de la musique populaire • \| |
| XXIe siècle • XXe siècle • XIXe siècle • XVIIIe siècle XVIIe siècle • XVIe siècle • XVe siècle • XIVe siècle XIIIe siècle • XIIe siècle • XIe siècle • Xe siècle IXe siècle • VIIIe siècle • Haut Moyen Âge • Rome • Grèce |
| • Retour à la chronologie générale de la musique populaire • |

| • Retour à la chronologie générale de la musique populaire • |

| Années de la musique populaire : 2011 - 2012 - 2013 - 2014 - 2015 - 2016 - 2017    |
| Décennies de la musique populaire : 1980 - 1990 - 2000 - 2010 - 2020 - 2030 - 2040 |

Cet article présente les faits marquants de l'année 2014 en musique.

## Faits marquants

### En France
- 32 millions de singles et 43 millions d'albums sont vendus en France en 2014[1].
- Jacques Dutronc, Eddy Mitchell et Johnny Hallyday chantent ensemble durant 6 soirs à Bercy, en formant le trio Les Vieilles Canailles.
- Indochine se produit deux soirs au Stade de France.
- Décès d'Érick Bamy, Quentin Elias et Hervé Cristiani.

### Dans le monde
- Décès de Pete Seeger, Paco de Lucía, Armando Peraza, Johnny Winter, Joe Cocker.

## Disques sortis en 2014
- Albums sortis en 2014
- Singles sortis en 2014

## Succès de l'année en France (singles)

### Chansons classées Numéro 1
Cette liste présente, par ordre chronologique, tous les titres s'étant classés à la première place du Top 50 durant l'année 2014.
- Pharrell Williams : Happy
- Milky Chance : Stolen Dance
- Booba : OKLM
- Black M : Sur ma route
- Sia : Chandelier
- Lilly Wood and the Prick & Robin Schulz : Prayer in C
- David Guetta & Sam Martin : Dangerous
- Mark Ronson & Bruno Mars : Uptown Funk

### Chansons francophones
Cette liste présente, par ordre alphabétique, tous les titres francophones s'étant classés plus d'une semaine parmi les 15 premières places du Top 50 durant l'année 2014.
- Anaïs Delva : Libérée, délivrée
- Black M : Mme Pavoshko
- Black M : Sur ma route
- Black M : La Légende Black
- Black M : Je ne dirai rien
- Calogero : Un jour au mauvais endroit
- Christine and the Queens : Saint Claude
- Indila : Dernière Danse
- Indila : Tourner dans le vide
- Indila : SOS
- Julien Doré & Micky Green : Chou wasabi
- Keen'V : Dis-moi oui (Marina)
- Kendji Girac : Color Gitano
- Kendji Girac : Andalouse
- Kyo : Le Graal
- Louane : Je vole
- Magic System : Magic in the Air
- Maître Gims : Zombie
- Mika : Boum Boum Boum
- Soprano : Cosmo
- Soprano : Fresh Prince
- Stromae : Tous les mêmes
- Stromae : Formidable
- Stromae : Papaoutai

### Chansons non francophones
Cette liste présente, par ordre alphabétique, tous les titres non francophones s'étant classés plus d'une semaine parmi les 10 premières places du Top 50 durant l'année 2014.
- Avicii : Hey Brother
- Avicii : Addicted to You
- Calvin Harris & John Newman : Blame
- Cats on Trees : Sirens Call
- Clean Bandit : Rather Be
- Coldplay : A Sky Full of Stars
- Cris Cab : Liar Liar
- Daft Punk & Pharrell Williams : Get Lucky
- Daft Punk & Julian Casablancas : Instant Crush
- David Guetta : Shot Me Down
- David Guetta : Bad
- David Guetta & Sam Martin : Lovers on the Sun
- David Guetta & Sam Martin : Dangerous
- Deorro : Five Hours
- Disclosure : You & Me
- Ed Sheeran : Sing
- Emma Louise : Jungle
- Faul & Wad Ad : Changes
- George Ezra : Budapest
- Hozier : Take Me to Church
- Iggy Azalea & Rita Ora : Black Widow
- Jabberwocky : Photomaton
- Jason Derulo & Snoop Dogg : Wiggle
- Jennifer Lopez & Pitbull : We Are One (Ole Ola)
- John Legend : All of Me
- Josef Salvat : Diamonds
- Katy Perry & Juicy J : Dark Horse
- Klingande : Jubel
- Lily Allen : Somewhere Only We Know
- Lilly Wood and the Prick & Robin Schulz : Prayer in C
- London Grammar : Wasting My Young Years
- Lorde : Royals
- Martin Tungevaag : Wicked Wonderland
- Mark Ronson & Bruno Mars : Uptown Funk
- Meghan Trainor : All About That Bass
- Michael Jackson & Justin Timberlake : Love Never Felt So Good
- Milky Chance : Stolen Dance
- Mr Probz : Waves
- Nico & Vinz : Am I Wrong
- OneRepublic : Counting Stars
- Pharrell Williams : Happy
- Pitbull & Kesha : Timber
- Rebel : Black Pearl
- Sam Smith : Stay with Me
- Shakira & Rihanna : Can't Remember to Forget You
- Sia : Chandelier
- The Avener : Fade Out Lines
- Tove Lo : Habits

## Succès de l'année en France (albums)
Cette liste présente, par ordre alphabétique, les albums sortis en 2014 ayant obtenu une certification Platine ou Diamant en France.

### Triples disques de diamant (plus d'un million et demi de ventes)
- Kendji Girac : Kendji

### Disques de diamant (plus de500 000 ventes)
- Black M : Les Yeux plus gros que le monde
- Calogero : Les Feux d'artifice
- Christine and the Queens : Chaleur humaine
- Fréro Delavega : Fréro Delavega
- Indila : Mini World
- Johnny Hallyday : Rester vivant
- Soprano : Cosmopolitanie

### Triples disques de platine (plus de300 000 ventes)
- AC/DC : Rock or Bust
- Alain Souchon & Laurent Voulzy
- Coldplay : Ghost Stories
- Jul : Dans ma paranoïa
- La Bande à Renaud
- Les Enfoirés : Bon anniversaire les Enfoirés
- Zaz : Paris

### Doubles disques de platine (plus de200 000 ventes)
- Brigitte : À bouche que veux-tu
- David Guetta : Listen
- Ed Sheeran : X
- Jul : Je trouve pas le sommeil
- Les Prêtres : Amen
- Pharrell Williams : Girl
- Pink Floyd : The Endless River
- Vianney : Idées blanches

### Disques de platine (plus de100 000 ventes)
- Ariana Grande : My Everything
- Amaury Vassili chante Mike Brant
- Fauve : Vieux Frères - Partie 1
- Frank Michael : Bonjour l’amour
- Garou : It's Magic
- Hozier : Hozier
- Isabelle Boulay : Merci Serge Reggiani
- Jean-Louis Aubert : Les Parages du vide
- Jul : Lacrizeomic
- Julien Clerc : Partout la musique vient
- Keen'V : Saltimbanque
- Kyo : L'Équilibre
- Lacrim : Corleone
- Lana Del Rey : Ultraviolence
- Les Enfoirés : Les Enfoirés en chœur
- Les Stentors : Rendez-vous au cinéma
- Michael Jackson : Xscape
- One Direction : Four
- Patrick Bruel : Live 2014
- Patrick Sébastien : Ça va être ta fête
- Sam Smith : In the Lonely Hour
- Shy'm : Solitaire
- Sia : 1000 Forms of Fear
- Tal : À l'infini Live tour
- Taylor Swift : 1989
- Les Plastiscines : Black XS
- Vincent Niclo : Ce que je suis
- Yannick Noah : Combats ordinaires

## Succès internationaux de l’année
Cette liste présente, par ordre alphabétique, les trente titres et albums ayant eu le plus de succès dans les charts internationaux en 2014,.

### Singles
- 5 Seconds of Summer : She Looks So Perfect
- A Great Big World & Christina Aguilera : Say Something
- Aloe Blacc : The Man
- Ariana Grande & Iggy Azalea : Problem
- Calvin Harris : Summer
- Charli XCX : Boom Clap
- Clean Bandit : Rather Be
- Coldplay : A Sky Full of Stars
- David Guetta & Sam Martin : Dangerous
- DJ Snake : Turn Down for What
- Ed Sheeran : Thinking Out Loud
- Ed Sheeran : Sing
- Ella Henderson : Ghost
- George Ezra : Budapest
- Idina Menzel : Let It Go
- Iggy Azalea & Charli XCX : Fancy
- Jessie J, Nicki Minaj & Ariana Grande : Bang Bang
- John Legend : All of Me
- Katy Perry & Juicy J : Dark Horse
- Magic! : Rude
- Mark Ronson & Bruno Mars : Uptown Funk
- Maroon 5 : Maps
- Meghan Trainor: All About That Bass
- Mr Probz: Waves
- Nico & Vinz : Am I Wrong
- Pharrell Williams : Happy
- Sam Smith : Stay with Me
- Sia : Chandelier
- Taylor Swift : Shake It Off
- Taylor Swift : Blank Space

### Albums
- 5 Seconds of Summer : 5 Seconds of Summer
- AC/DC : Rock or Bust
- Ariana Grande : My Everything
- Barbra Streisand : Partners
- Beck : Morning Phase
- Beyonce : Beyonce
- Bruce Springsteen : High Hopes
- Coldplay : Ghost Stories
- Ed Sheeran : X
- Eric Church : The Outsiders
- Guardians of the Galaxy
- Jack White : Lazaretto
- Jason Aldean : Old Boots, New Dirt
- La Reine des neiges
- Lady Gaga & Tony Bennett : Cheek to Cheek
- Lana Del Rey : Ultraviolence
- Linkin Park : The Hunting Party
- Maroon 5 : V
- Michael Jackson : Xscape
- Miranda Lambert :	Platinum
- One Direction : Four
- Pharrell Williams : Girl
- Rick Ross : Mastermind
- Sam Smith : In the Lonely Hour
- Schoolboy Q : Oxymoron
- Sia : 1000 Forms of Fear
- Slipknot : .5: The Gray Chapter
- Taylor Swift : 1989
- The Black Keys : Turn Blue
- Trey Songz : Trigga

## Concerts en France
- Thirty Seconds to Mars est de passage en France lors de la tournée Love Lust Faith + Dreams Tour, notamment à la Halle Tony-Garnier à Lyon le 14 février, au Zénith de Lille le 15 février, et au Zénith de Paris les 17 et 18 février. Le groupe fait également plusieurs dates lors de l'été (Vienne, Saint-Tropez, Cannes, Patrimonio).
- Le groupe Tangerine Dream est en concert le 22 mai 2014 au Trianon, dans le cadre du Phaedra Farewell Tour.
- Concert de Miley Cyrus le 23 mai 2014 à Montpellier au Park&Suites Arena, puis le 24 mai 2014 à la Halle Tony-Garnier à Lyon, dans le cadre de son Bangerz Tour.
- Coldplay est en concert au Casino de Paris le 28 mai 2014.
- La chanteuse américaine Lady Gaga se produit pour sa nouvelle tournée ArtRave: The Artpop Ball le 30 et 31 octobre au Zénith de Paris et le 24 novembre au Palais omnisports de Paris-Bercy.
- Le chanteur Prince donne deux concerts au Zénith de Paris le 1er juin.
- Le chanteur Pharrell Williams donne quatre concerts au Zénith de Paris les 13, 14, 15 et 16 octobre 2014 ainsi que deux concerts à Toulouse et à Nantes.
- Jacques Dutronc, Johnny Hallyday et Eddy Mitchell, rebaptisés Les Vieilles Canailles donnent 5 concerts à Paris-Bercy du 5 au 9 novembre 2014.
- Le chanteur belge Stromae donne une grande tournée dans toute la France et passe notamment par Paris-Bercy les 17, 27, 28, 29 et 30 novembre 2014.
- Le chanteur Calogero fait son retour en 2014 et est en tournée à travers la France. Il s'arrête notamment à Paris-Bercy le 22 novembre 2014.
- La chanteuse Kylie Minogue donne 3 concerts en France en 2014 : elle est au Park & Suites Arena de Montpellier le 15 octobre, au Zénith de Lille le 5 novembre et à Paris-Bercy le 15 novembre.
- À l'occasion de leur tournée On The Run Tour, la chanteuse Beyoncé et le rappeur Jay-Z s'arrêtent au Stade de France pour deux soirs, les 12 et 13 septembre.
- La chanteuse Tal se produit à travers toute la France pour sa tournée A L'infini Tour. Elle donne notamment 6 concerts au Palais des Sports de Paris en mars et en juin et termine sa tournée par un concert au Zénith de Paris le 15 novembre.
- La chanteuse Lily Allen donne un concert au Zénith de Paris le 5 novembre dans le cadre du Sheezus Tour. C'est sa seule et unique date en France, le reste de sa tournée ayant été annulée pour problèmes de santé.
- Enrique Iglesias donne un concert pour le Sex & Love Tour au Palais omnisports de Paris-Bercy le 21 novembre 2014, avec Demi Lovato en première partie.
- Linkin Park donne un seul et unique concert en France à Paris-Bercy, le 16 novembre.

Liste des concerts au Stade de France:
| Artiste            | Date du concert    | Nationalité         |
| ------------------ | ------------------ | ------------------- |
| Justin Timberlake  | 26 avril           | États-Unis          |
| The Rolling Stones | 13 juin            | Royaume-Uni         |
| One Direction      | 20 et 21 juin      | Royaume-Uni Irlande |
| Indochine          | 27 et 28 juin      | France              |
| Beyoncé & Jay-Z    | 12 et 13 septembre | États-Unis          |

## Récompenses
- États-Unis : 57e cérémonie des Grammy Awards
- États-Unis : American Music Awards 2014
- États-Unis : MTV Video Music Awards 2014
- États-Unis : 2014 Billboard Music Awards (en)
- Europe : MTV Europe Music Awards 2014
- Europe : Concours Eurovision de la chanson 2014
- France : 30e cérémonie des Victoires de la musique
- France : NRJ Music Awards 2014
- Québec : 36e gala des prix Félix
- Royaume-Uni : Brit Awards 2014

## Formations et séparations de groupes
- Groupe de musique formé en 2014
- Groupe musical séparé en 2014

## Décès
- 3 janvier : Phil Everly, membre de The Everly Brothers.
- 27 janvier : Pete Seeger, musicien folk américain.
- 25 février : Paco de Lucía, guitariste espagnol de flamenco.
- 27 février : Quentin Elias, chanteur, mannequin français et membre du groupe Alliage.
- 23 mars : David Brockie, guitariste américain, membre du groupe métal Gwar.
- 31 mars : Frankie Knuckles, DJ, compositeur et remixeur américain.
- 14 avril : Armando Peraza, percussionniste et bongocero cubain.
- 26 avril : DJ Rashad, DJ, compositeur et producteur américain.
- 16 juillet : Hervé Cristiani, auteur-compositeur-interprète français.
- 16 juillet : Johnny Winter, guitariste et chanteur de blues américain.
- 31 août : Jimi Jamison, auteur-compositeur-interprète américain.
- 5 septembre  : Simone Battle, Chanteuse américaine du groupe G.R.L
- 12 septembre : Schultz, chanteur et guitariste de Parabellum
- 27 novembre : Érick Bamy, choriste-interprète français, membre du groupe Vigon Bamy Jay.
- 22 décembre : Joe Cocker, musicien et chanteur anglais.